# Bat SARS-like coronavirus WIV1
Bat SARS-like coronavirus WIV1 ('Bat SL-CoV-WIV1', 'SARS-lignende coronavirus WIV1 fra flagermus') er en virusstamme af Severe acute respiratory syndrome-related coronavirus ('Svær akut respiratorisk sygdom-relateret coronavirus', SARSr-CoV) isoleret ud fra kinesiske hesteskonæser (Rhinolophus sinicus, småflagermus).
Det er en indkapslet, enkeltstrenget (single-stranded) RNA-virus med positiv sense,

## Zoonose
Flagermus er et naturligt reservoir for SARS-CoV. Fylogenetisk analyse viser muligheden for direkte transmission af SARS fra flagermus til mennesker uden de mellemliggende kinesiske civetter som tidligere antaget.